# Cryphia prasina
Cryphia prasina là một loài bướm đêm trong họ Noctuidae.